# 部屋の中の象

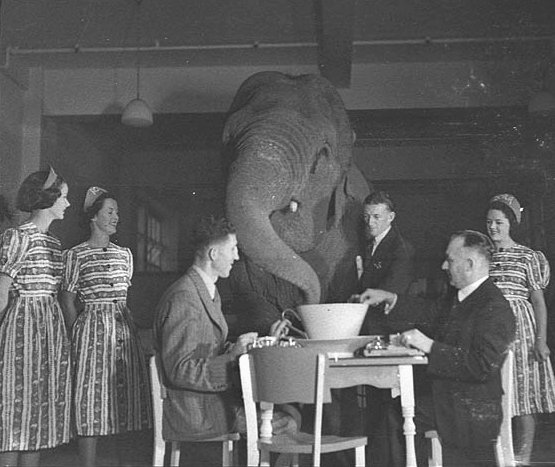
1939年、シドニーでティーパーティーに参加した文字通りのゾウ。部屋の中の象徴的な象は、人々が話したがらない明白な問題や困難な状況を表している。

部屋の中の象（へやのなかのぞう、英: elephant in the room）という表現は、少なくとも一部の人々を不快にさせ、個人的、社会的、または政治的に恥ずかしい、物議を醸す、挑発的、または危険であるために、誰もが知っているが誰も言及せず、議論したがらない重要または巨大な話題、問題、あるいは物議を醸す問題を表す英語の比喩的な熟語である。象徴的な象は、人々が話したがらない明白な問題や困難な状況を表している。
この表現は、ゾウのように目立つものが成文化された社会的相互作用において見過ごされているように見えるという考えと、抑圧の社会学と心理学がマクロな規模でも作用するという考えに基づいている。
世界中の様々な言語に、同様の概念を表す言葉が存在する。

## 起源
1814年、詩人で寓話作家のイヴァン・クルィロフ（1769–1844）は、「好奇心の強い男」という寓話を書いた。この寓話は、博物館に行き、あらゆる小さなものに気づくが、象に気づかない男の話である。この表現は格言となった。フョードル・ドストエフスキーは、小説『悪霊』で「ベリンスキーは、まさにクルィロフの好奇心の強い男のようで、博物館の象に気づかなかった…」と書いている。
オックスフォード英語辞典によると、この表現が直喩として初めて記録されたのは、1959年6月20日のニューヨーク・タイムズにおいてである：「学校への資金提供は、居間に象がいるのと同じくらいの問題となっている。あまりにも大きすぎて、無視することはできない」。ウェブサイトPhrase Finderによると、印刷物での最初の使用は1952年とされる。
この慣用句は1959年よりもかなり前から一般的に使用されていた可能性がある。例えば、この表現は1915年の英国の「Journal of Education」誌上で44年前に登場している。この文は、イギリスの学童が答えられるような些細な例として提示された。例えば、「教室に象はいますか？」という具合である。
最初の広く普及した概念的な参照は、マーク・トウェインが1882年に書いた「盗まれた白象」という物語で、結局その場所にいた象を見つけようとする探偵たちの無能で広範な活動を語っている。この物語は、ドストエフスキーの白熊と合わせて、ジェローム・フランクが「United States v. Antonelli Fireworks」（1946年）と「United States v. Leviton」（1951年）での反対意見で、「隅に立って白象のことを考えないように言われた少年についてのマーク・トウェインの物語」を書いた際に念頭にあった可能性がある。
この表現は、哲学者アルフレッド・ノース・ホワイトヘッドが1929年に行った直接経験の妥当性についての記述への応答かもしれない：「時に我々は象を見、時に見ない。結果として、象は存在する時に気付かれる」。
1935年、コメディアンのジミー・デュランテはビリー・ローズのブロードウェイ・ミュージカル「ジャンボ」に主演し、生きた象を連れて歩いているところを警官に止められ、「その象で何をしているんだ？」と尋ねられる。デュランテの返答「何の象？」は定期的に観客の笑いを誘った。デュランテは1962年の映画版『ビリー・ローズのジャンボ』でもこのシーンを再現している。

## 使用法
この用語は、状況を知る全員にとって明白であるが、大きな恥ずかしさ、悲しみ、議論を引き起こすため、あるいは単にタブーであるために意図的に無視される質問、問題、解決策、または物議を醸す問題を指す。この慣用句は、その問題をオープンに議論すべきだという価値判断を暗示することもあれば、単にその問題が存在し、自然には消えないことを認めることもある。
この用語は、人種、宗教、政治、同性愛、精神疾患、自殺など、社会的タブーを含む問題や意見の不一致を生む問題を表現するためによく使用される。感情的に負荷のある主題で、発言できたかもしれない人々がおそらく避けるのが最善だと判断する場合に適用される。
この慣用句は、依存症回復の用語において、依存症者の友人や家族が本人の問題について議論することを躊躇し、それによって本人の否認を助長する状況を表現するためによく使用される。特にアルコール乱用に関連して、この慣用句は時として「部屋の中のピンクの象」というピンクの象の表現と組み合わされる。
この表現はスペイン語でも比喩的な慣用句として使用されてきた。1994年、8000プロセスはコロンビアの大統領選挙運動に関する法的調査であった。コロンビア自由党候補のエルネスト・サンペール・ピサノの選挙運動がカリ・カルテルの麻薬資金で部分的に資金提供されたという告発があった。サンペールは自身の無実を主張し、麻薬資金が大統領選挙運動に入っていたとしても、それは「自分の背後で」行われたと述べた。コロンビアのカトリック教会の指導者である枢機卿ペドロ・ルビアノは、インタビューで、麻薬資金が大統領選挙運動の一部を資金提供したことを知らなかったのは、「自分の居間に象が入ってくるのに気づかない」のと同じだと述べた。それ以来、「サンペル大統領候補」運動に麻薬資金が提供された出来事は「象」と呼ばれてきた。
アラン・クラークの1989年のテレビ映画『エレファント』のタイトルはこの用語を参照している。これはガス・ヴァン・サントの2003年の同名の映画の命名に影響を与えたが、ヴァン・サントは異なる表現が参照されていると考えていた。
グラフィティアーティストのバンクシーは、2006年のロサンゼルスでの展示会ベアリーリーガルで、壁紙に合わせて塗られた剥製の象を、この概念の文字通りの表現として展示した。
アレクサンドラ・バークの2012年のシングル「エレファント」もこの概念を使用している。バークはこの表現をアメリカから英国に持ち込んだと誤って主張した。
テリー・ケタリングは自身の詩を「部屋の中の象」と名付けた。2013年11月号の『タイム』誌では、ニュージャージー州知事のクリス・クリスティが表紙で「部屋の中の象」と称された。

### 類似表現
「部屋の隅の象」という表現は、同様の効果を持つが、あまり使用されない変形である。
論理学者・哲学者のルートヴィヒ・ウィトゲンシュタインは、否定的存在命題を反証することの不可能性、あるいはおそらくより微妙な哲学的論点を示すために、部屋の中のサイの例を使用した。